# Juan José Laguarda y Fenollera
Juan José Laguarda y Fenollera (Valencia, España, 22 de abril de 1866 - † Barcelona, España, 4 de diciembre de 1913) fue un obispo español. Fue secretario y obispo auxiliar de la Diócesis de Toledo, obispo de Urgel y copríncipe de Andorra, y obispo de Jaén y Barcelona. También fue senador por el Arzobispado de Tarragona (1905-1907).

## Biografía
Empezó, nombrado, el 14 de junio de 1899, por el Papa León XIII a propuesta de la Reina Regente, doña María Cristina, como obispo titular de Titopoli, siendo secretario y obispo auxiliar del cardenal Ciriaco Sancha en la diócesis de Toledo.
El 9 de junio de 1902 fue nombrado Obispo de Urgel por el Papa León XIII, cargo que ocupó hasta 1906. El 6 de diciembre de 1906 fue nombrado obispo de Jaén. Siendo obispo de esta ciudad andaluza, el Papa Pío X proclamó a la Santísima Virgen de la Cabeza patrona de la diócesis, celebrando la coronación de la misma en la ciudad de Andújar. El 20 de abril de 1909 fue nombrado obispo de Barcelona por el Papa Pío X.
| Predecesor: Toribio Martín               | Obispo de Urgel 1902 - 1906       | Sucesor: José Pujargimzú            |
| Predecesor: Ramón Riu y Cabanes          | Copríncipe de Andorra 1905 - 1906 | Sucesor: Juan Benlloch y Vivó       |
| Predecesor: Salvador Castellote y Pinazo | Obispo de Jaén 1906 - 1909        | Sucesor: Juan Manuel Sanz y Saravia |
| Predecesor: Salvador Casañas y Pagés     | Obispo de Barcelona 1909 - 1913   | Sucesor: Enrique Reig Casanova      |